# Alfa Arietis
Alfa Arietis (Alfa Arietis, α Ari) är den ljusaste stjärnan i stjärnbilden Väduren. Den har också flera traditionella namn – Hamal och El Nath. Dess Flamsteedbeteckning är 13 Arietis, men denna används väldigt sällan eftersom det är en ljus stjärna med Bayerbeteckning.
Alfa Arietis har en magnitud av +2,2. Den tillhör spektralklassen K2 IIICa och ligger ungefär 66 ljusår ifrån jorden. Den är något variabel med variationer på omkring 0,05 magnituder.

## Exoplaneten vid Alfa Arietis
En exoplanet upptäcktes 2011 kretsande kring stjärnan och fick beteckningen Alfa Arietis b.
|   | Exoplanet  | Massa i Jupitermassor | Omloppsperiod i dygn | Halv storaxel i AU | Excentricitet |
| b | ≥1,8 ± 0,2 | 380,8 ± 0,3           | 1,2                  | 0,25 ± 0,03        |               |

## Hamal i kulturen
Stjärnans position I förhållande till jordens omloppsbana runt solen ger Hamal en större betydelse än vad det skenbara ljusstyrka mäktar med. Mellan 2000 och 100 f. Kr. låg vårdagjämningspunkten för det norra halvklotet i Väduren. Det är därför horoskopen brukar ofta brukar börja med Vädurens stjärntecken.